# Kevin Coyne

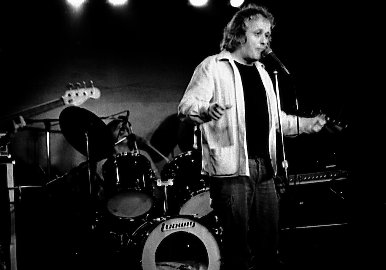
Kevin Coyne, 1981

Kevin Coyne (* 27. Januar 1944 in Derby, England; † 2. Dezember 2004 in Nürnberg) war ein britischer Rockmusiker, Maler und Autor.

## Leben

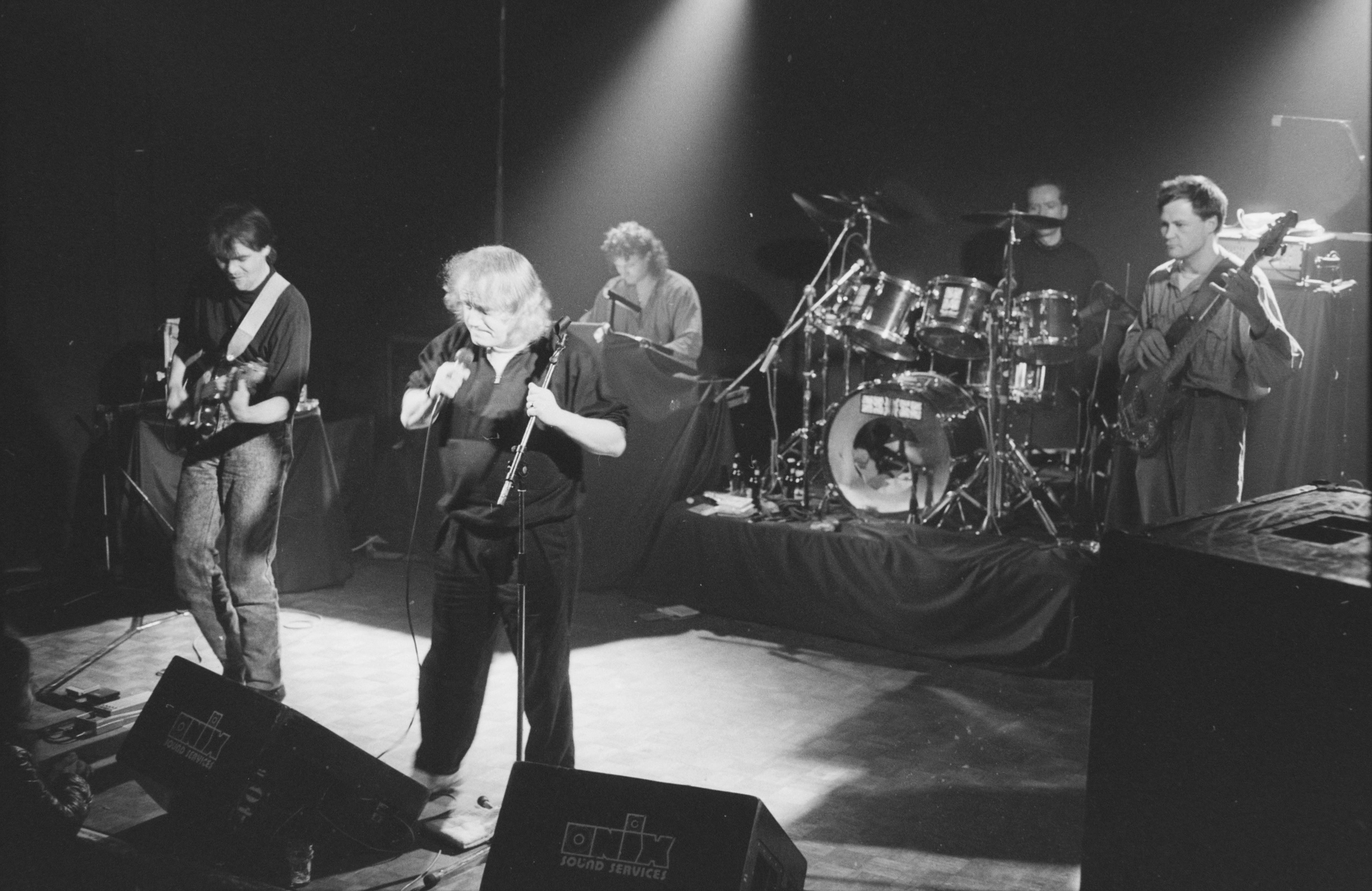
Kevin Coyne, 1988

Kevin Coyne besuchte von 1957 bis 1961 die Joseph Wright School of Art und studierte anschließend von 1961 bis 1965 am Derby College of Art Grafik und Malerei.
Anschließend war er einige Jahre als Sozialarbeiter in der Psychiatrie tätig. Die Beschäftigung mit Drogensüchtigen und Geisteskranken beeinflusste ihn auch musikalisch nachhaltig. Lieder wie Asylum und Mad Boy oder auch Mona, Where’s My Trousers geben davon Zeugnis. 1969 nahm er zusammen mit seiner Band Siren für John Peels Dandelion Records seine ersten Platten auf. Auf Peels Label erschien 1972 auch sein erstes Soloalbum Case History.
Nach dem Ende von Dandelion wechselte er zu Virgin Records. Kevin Coyne war der zweite Musiker, der 1973 nach Mike Oldfields Tubular Bells von Virgin unter Vertrag genommen wurde. Marlene ist mit der B-Seite Everybody Says die erste Singleveröffentlichung des Labels. Hier wurden in den nächsten Jahren einige seiner besten und bekanntesten Platten veröffentlicht, als erste das Doppelalbum Marjory Razorblade. 1979 erschien das kontroverse Babble mit Dagmar Krause. John Lydon hat Eastbourne Ladies im Rahmen seiner Platten für die Insel aufgelegt, die Mekons haben Having a Party von Millionaires and Teddy Bears gecovert. Will Oldham hat sich derart geäußert, dass die Rezeption von Babble sein Leben geändert habe – eines seiner Seitenprojekte ist nach dem Album The Babblers benannt.
In den 1970er Jahren spielten in seiner Band unter anderen Zoot Money und Andy Summers. Er selbst hatte 1971, nach dem Tod von Jim Morrison, das Angebot abgelehnt, der neue Sänger der Doors zu werden – angeblich, weil ihm die Lederhosen nicht gefielen.
1982 drehte der Regisseur Diethard Küster im alten Tempodrom, einem Zirkuszelt an der Berliner Mauer auf dem Potsdamer Platz, den Musikfilm Kevin Coyne – At the last wall. Im Jahr 1997 wurde dieser Film um den dokumentarischen Anhang The Unknown Famous erweitert (beides auf DVD).
In Deutschland, wo ihn ein Auftritt im Rockpalast einem breiteren Publikum bekannt machte, hatte er eine kleine, aber treue Fangemeinde. Es kam daher nicht überraschend, als er nach einem Nervenzusammenbruch 1981, verursacht durch Alkoholismus und Überarbeitung, Deutschland als neuen Lebensmittelpunkt wählte.
Coyne lebte seit 1985 in Franken. 1992 erhielt er den Preis der Stadt Nürnberg für Kunst und Wissenschaft. Zahlreiche Kunstausstellungen und musikalische Auftritte mit seiner Kevin-Coyne-Band machten ihn nicht nur in England, sondern auch in Deutschland, Österreich und Frankreich bekannt. 1986 trat er unentgeltlich beim Anti-WAAhnsinns-Festival gegen die geplante Wiederaufarbeitungsanlage Wackersdorf auf die Bühne.
Coyne litt schon seit längerem an Lungenfibrose, sein Tod am 2. Dezember 2004 kam dennoch überraschend. Am 10. Dezember 2004 wollte Kevin Coyne seine neue CD vorstellen. Sein Grab befindet sich auf dem Nürnberger Johannisfriedhof.
Coyne war zweimal verheiratet. Einer seiner drei Söhne, Robert Coyne, spielte unter anderem mit Jaki Liebezeit.

## Diskographie
| - 1969: Siren - 1970: Let's Do It - 1970: Rabbits - 1971: Strange Locomotion - 1972: Case History - 1973: Marjorie Razorblade - 1974: Blame lt On The Night - 1975: Matching Head and Feet - 1976: Let's Have A Party [Kompilation] - 1976: Heartburn - 1977: In Living Black and White [Live] - 1977: Beautiful Extremes - 1978: Dynamite Daze - 1979: Millionaires and Teddy Bears - 1979: Babble – Songs for Lonely Lovers (mit Dagmar Krause) - 1980: Bursting Bubbles - 1980: Sanity Stomp - 1981: The Dandelion Years (Compilation) - 1981: Pointing the Finger - 1982: Politicz - 1983: Beautiful Extremes et cetera - 1984: Legless In Manila - 1985: Rough - 1987: Stumbling On To Paradise | - 1989: Everybody's Naked - 1990: Romance – Romance - 1991: Peel Sessions - 1991: Wild Tiger Love - 1992: Burning Head - 1993: Tough and Sweet - 1994: Elvira – Songs From The Archives (1979–1983) - 1994: Sign Of The Times (Compilation) - 1995: The Adventures Of Crazy Frank - 1997: Knocking On Your Brain - 1997: Rough – Live And More - 1999: Bittersweet Lovesongs (Compilation) - 1999: Sugar Candy Taxi - 2000: Room Full Of Fools - 2002: Life Is Almost Wonderful (mit Brendan Croker) - 2002: Carnival - 2004: Underground - 2005: Donut City - 2008: One Day in Chicago - 2008: On Air [Live] - 2010: I Want My Crown (4-CD-Box Anthology) - 2012: Nobody Dies in Dreamland – Home Recordings From 1972 - 2013: Voice Of The Outsider – The Best Of (Compilation) - 2019: Live At Rockpalast 1979 (2 CDs, 1 DVD) |